# オオゾウムシ

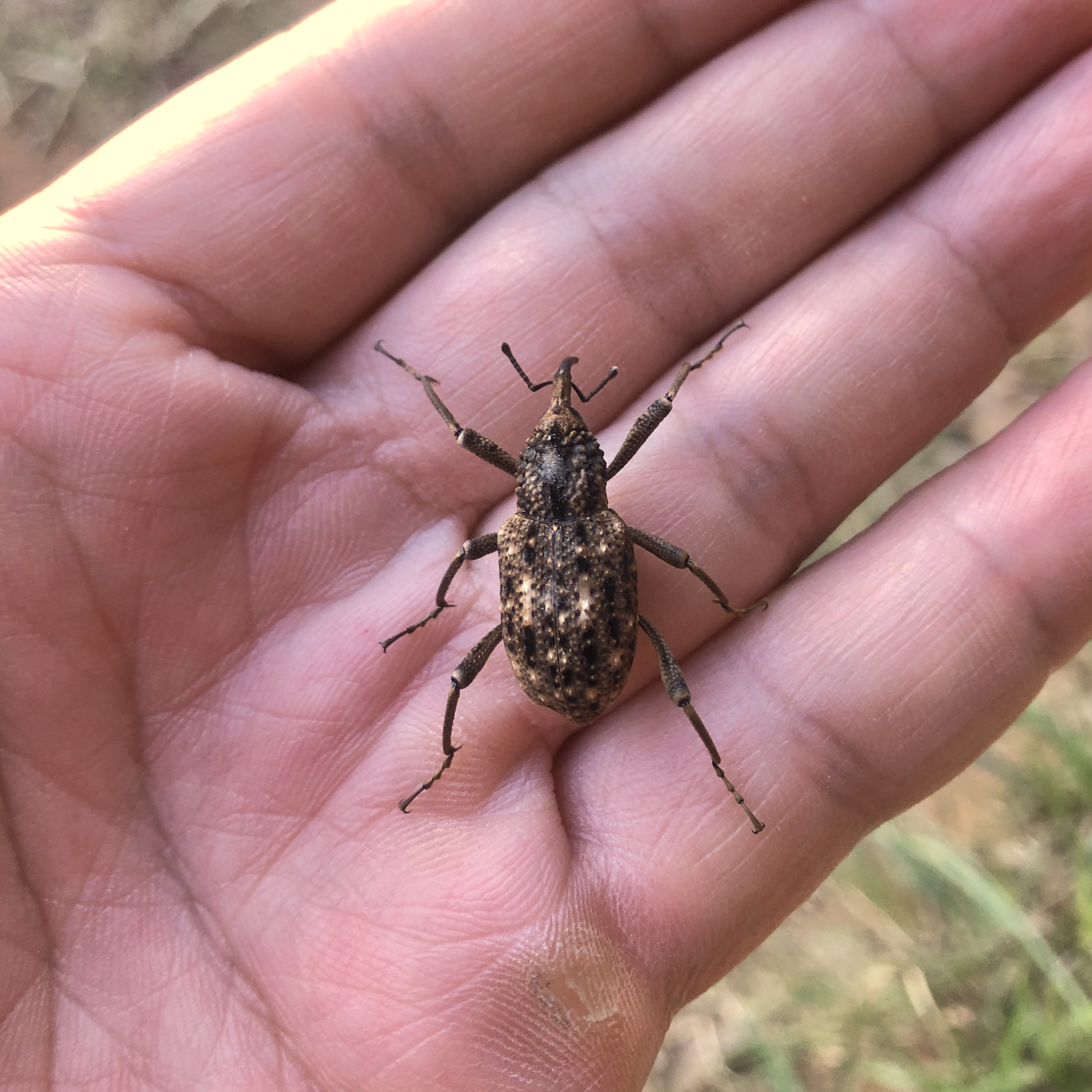
オオゾウムシ

オオゾウムシ（Sipalinus gigas、大象虫）は、コウチュウ目（鞘翅目）ゾウムシ上科オサゾウムシ科に分類されるゾウムシの一種。東南アジアから東アジアにかけて広く分布し、日本在来のゾウムシ類では最大種である。学名のシノニムとして Hyposipalus gigas がある。

## 特徴
成虫の体長は12-30mmほどで、ゾウムシとしては大型の部類である。雌雄ともサイズのばらつきは著しい。他の多くのゾウムシ類と同様に口吻は長く下方に弧を描き、全身が細かい凹凸のある硬い外骨格に覆われる。体は楕円球形で、前胸背は中央を除いて顆粒状突起に覆われ、鞘翅には点刻が9本の縦条をなす。
体の地色は黒だが、羽化したばかりの個体は全身に褐色の粉を吹き、まだら模様をしている。時間が経つに従って粉が落ち、越冬個体や標本では黒の地色が表れる。脚は長くがっしりしていて、跗節の先だけではなく脛節の末端にもがっしりした内向きの鉤爪があり、木にしがみつくのに都合がよい。
インドネシア、フィリピンから中国、台湾、朝鮮半島まで、東南アジアから東アジアに広く分布する。日本でも南西諸島から北海道まで見られる普通種である。日本在来のゾウムシでは最大種だったが、20世紀末頃から同じオサゾウムシ科でさらに大型のヤシオオオサゾウムシが西日本各地に外来種として侵入したため、「日本最大のゾウムシ」の座を明け渡した。

## 習性
森林に生息する。成虫は5月頃から見られる。倒木上を歩行したり、カブトムシやクワガタムシ、カナブンなどと共に雑木林の広葉樹の樹液に来集する。夜には灯火にも飛来する。手で触れると偽死を行うが、付節先端の爪が大変鋭く、手などにしがみつかれると外しにくい。また、脛節先端のトゲも内向きに鋭く発達しているため、付節を失っても樹皮などにつかまることができる。
幼虫は主に辺材部を食べ、直径10mmほどの穴を形成する。食樹はマツ類やクヌギ、クリ、ニレなど広範囲に及ぶが、針葉樹、特にマツ類の頻度が高い。生きた木を加害することはなく、マツやスギなどの新鮮な枯損木や伐根などを好む。朽木になると本種の産卵や食害の対象とならず、立ち枯れの場合にはせいぜい地表からの高さ1.5mまでの幹の下部のみで発生がみられる。伐採後の切り株で好んで発生するほか、貯木場で発生して材部に穴を開けるので、林業上の害虫として扱われることもある。かつては、木材の皮を剥くことで食害を防げるとされたが、湿潤した木材の場合には有効な方法ではないと分かった。
羽化脱出、活動開始後の成虫は2年ほどの寿命がある。
カラマツ、アカマツ、スギ、ヒノキ、ナラ、カシ、ブナ、クリ、ニレ、サクラなどの衰弱した木や伐根のほか、湿潤な条件下にある伐倒丸太に産卵する。

## 生活史
飼育環境下で産卵させることが困難であるため、産卵行動に関してはよくわかっていない。口吻で樹皮に穿孔してから産卵するとする説と、樹皮の割れ目に直接産卵するとする説の両方があってまだ決着はついていないが、孵化直後の幼虫が穿孔場所から排出する木粉様の糞（フラス）は産卵孔らしき加工痕が確認されない樹皮の割れ目から直接あふれてくる。産卵期は気候によって幅があるものの、おおむね春の活動開始期に始まり、初夏に最盛期を迎え、盛夏（遅くとも9月）になると終わる。春の早い時期に産卵されたものの一部は、早くもその年の秋には羽化するが、多くは幼虫で越冬して翌年の夏に成虫となり、成虫でもう一度越冬して繁殖する。
幼虫は乳白色で頭部は褐色。無脚で体の前半は他の地虫型をしたゾウムシ類の幼虫に似るが、後半は急速に細くなって尻すぼみとなり、末端に6本の突起を有する。成長すると頭幅3～5mm、体長2cmに達する。穿孔した材の中に、体のもっとも太い箇所よりもやや狭いトンネルを掘って生活しており、内壁に瓶のコルク栓のように密着してはまって生活しているが、内部で自由に方向転換できる。トンネルの出口をふさぐ箇所の樹皮は裏側をすり鉢型に削って薄くし、外部に通じる小さな孔を開け、ここから糞などを排出する。トンネルの直径は最初は直径2～3mm、長さ1cm未満であるが成長につれて直径、長さともに拡大し、最終的に直径5～10mm、長さ10～20cmに達する。トンネルの中で生じた糞やかじりかすはトンネルの出口をふさぐ樹皮の小孔から棄てられるため内部はきれいな空洞で、トンネルの末端から材を食べて掘り進めつつ、同時にトンネルの壁も均等に食べるため、全体がほぼ同じ太さとなる。樹皮の小孔からは砥の粉状の糞が大量に排出される。幼虫が老熟すると材の繊維質のかじりくずでトンネルの末端、あるいは中央部を仕切って蛹室をつくり、中で蛹となる。成虫は羽化するとトンネルの出口をふさぐ樹皮を丸く切り抜いて、外界に出る。